# NGO market

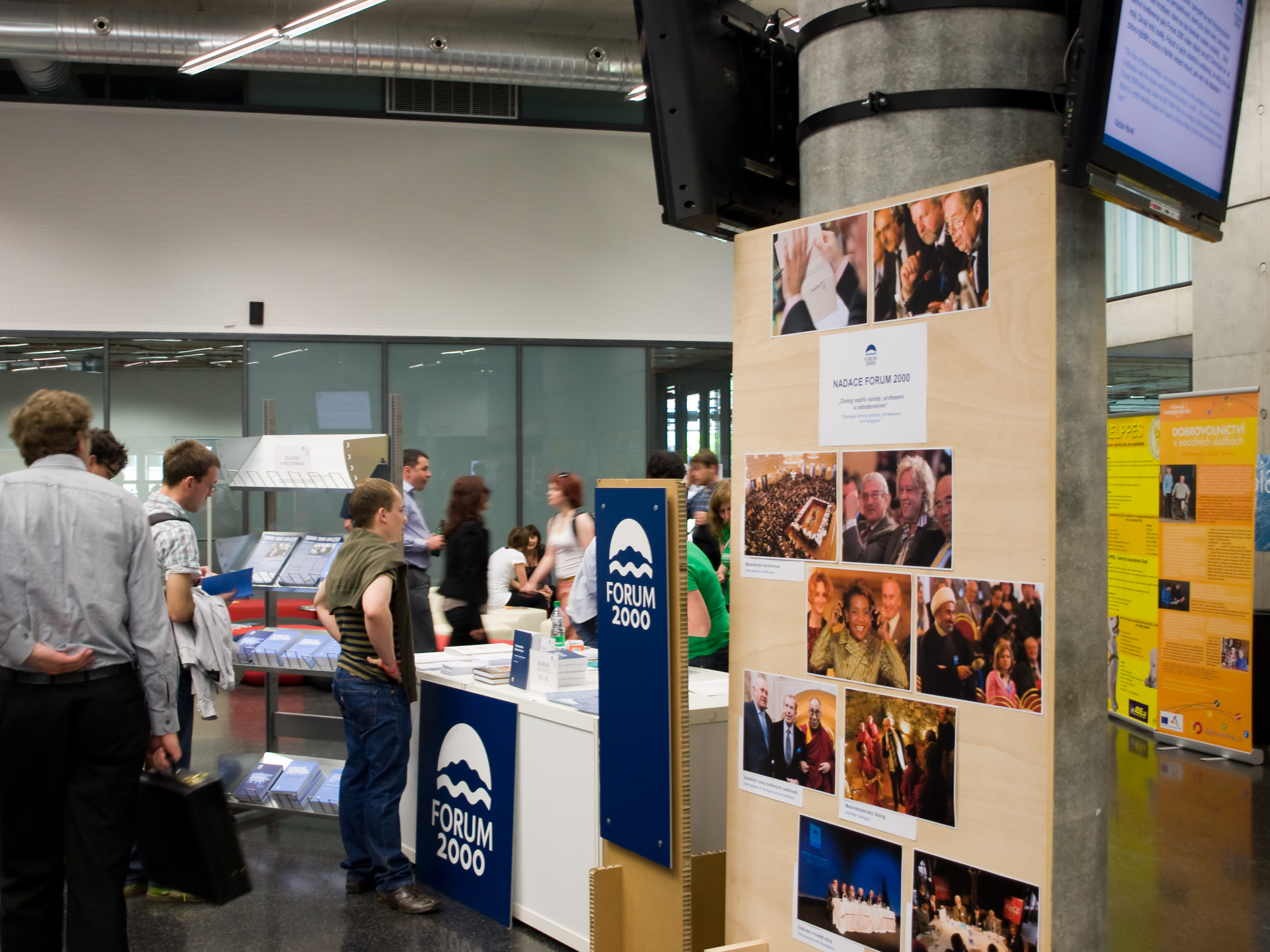
Stánek pořádající organizace Forum 2000; NGO Market 2011

NGO Market je veletrh neziskových organizací, který pořádá Nadace Forum 2000 od roku 2000. NGO Market nabízí organizacím z České republiky i zahraničí možnost představit své aktivity široké veřejnosti, navázat nová partnerství, zaujmout a oslovit sponzory a dobrovolníky, ale i získat nové vědomosti potřebné pro úspěšné vedení své organizace. Prezentace je doplněna programem v podobě přednášek, workshopů, diskusí, ale i kulturních aktivit.

## 2011
12. veletrh neziskových organizací NGO Market se konal 29. dubna v Národní technické knihovně v Praze. Návštěvníci se mohli seznámit s pestrostí aktivit více než 150 neziskových organizací a také s možnostmi, jak se do projektů zapojit, a to buď jako klienti, dobrovolníci či jako dárci. Novinkou veletrhu bylo rozšíření doprovodných aktivit pro širokou veřejnost. Zvláštní pozornost byla věnována dobrovolnictví, které bylo také tématem Evropského roku 2011.

## 2012
V pátek 11. května 2012 se v prostorách Národní technické knihovny v Praze a v jejím nejbližším okolí uskutečnil 13. ročník veletrhu neziskovek NGO Market. Svou činnost zde představilo celkem 187 organizací z 13 krajů České republiky. Doprovodný program veletrhu byl zahájen odbornou částí zaměřenou na podporu spolupráce mezi neziskovkami a firmami. Její součástí byla také nová akce s názvem „Dobrý obchod“, během které zástupci firem a neziskovek uzavřeli 16 dohod o budoucí spolupráci. Vzdělávací doprovodný program byl věnován oblasti řízení neziskových organizací a novému občanskému zákoníku.
Po celý den měli návštěvníci veletrhu možnost seznámit se s vystavujícími organizacemi a zúčastnit se nejrůznějších doprovodných aktivit, včetně tvůrčích dílen, programu v dětském koutku a projekcí dokumentárních filmů. Městská část Praha 6 uspořádala před budovou Národní technické knihovny netradiční sportovní program, který doplnila hudební a taneční vystoupení, například skupiny The Tap Tap.
Letos poprvé NGO Marketu předcházela mezinárodní konference „Jak zajistit udržitelný rozvoj neziskových organizací v srdci Evropy?“ která prezentovala výsledky společné práce střešních organizací ze zemí Visegrádu. Tento projekt financovaný Mezinárodním visegrádským fondem má za cíl podpořit sdílení zkušeností v regionu a přispět tak k rozvoji neziskového sektoru.

## 2013
Veletrh se uskutečnil v Národní technické knihovně v Praze, a to 3. května. Představil návštěvníkům téměř 200 neziskových organizací z celé České republiky. Zvláštní pozornost byla věnována tématu občanství a aktivní občanské participace. Připraven byl odborný program pro neziskové organizace a firmy i mnoho aktivit a zajímavostí pro návštěvníky. Veletrh byl otevřen veřejnosti od 11 do 18 hodin a vstup byl tradičně zdarma.

## 2014
NGO Market se v roce 2014 uskutečnil opět v Národní technické knihovně v Praze a představil návštěvníkům 204 neziskových organizací z celé České republiky i zahraničí. Veletrh doprovodil celodenní program sestavený z odborných přednášek a seminářů určených zástupcům neziskovek i veřejnosti, praktických ukázek z činnosti organizací, vzdělávacího programu pro děti a dalších zajímavých aktivit. Připraveno bylo také slosování atraktivních cen pro návštěvníky a dobrovolnické centrum. Vstup na akci byl zdarma.

## 2015
Veletrh se uskutečnil 23. dubna v nových prostorách Fora Karlín v Praze a představil návštěvníkům neziskové organizace z celé České republiky i zahraničí. Veletrh doprovodil celodenní program, určený zástupcům neziskovek i veřejnosti. Vstup na akci byl jako tradičně zdarma.
NGO Market 2015 se uskutečnil ve spolupráci s prestižním Mezinárodním festivalem fundraisingu (Praha, 22.-24. 4. 2015).

## 2016
Tradiční veletrh neziskovek NGO Market se v roce 2016 uskutečnil 27. dubna v prostorách Fora Karlín. Veletrh doprovázel celodenní program, určený zástupcům neziskovek i veřejnosti.

## 2017
NGO Market se uskutečnil 12. dubna v pražském Foru Karlín a představil přes 220 neziskových organizací, které se věnují nejrůznějším oblastem od sociálních služeb přes podporu demokracie a lidských práv, vzdělávání, výchovu či ochranu životního prostředí až po kulturu a volný čas.
Veletrh nabídnul návštěvníkům bohatý doprovodný program plný workshopů, seminářů a praktických ukázek z činnosti neziskovek. Pro návštěvníky bylo připraveno slosování o zajímavé ceny věnované samotnými neziskovkami. Připraven byl také celodenní zábavný i vzdělávací program pro děti.

## 2018
11. dubna ve Foru Karlín proběhl největší veletrh neziskovek ve střední a východní Evropě s názvem Příběhy občanské společnosti. Neziskové organizace pozitivně ovlivňují životy miliónů lidí a my jsme rádi, že jsme mnoha z těchto silných lidských příběhů umožnili, aby byly vyslechnuty širokou veřejností. Kromě tradičního veletrhu neziskovek byla nedílnou součástí veletrhu také videoprezentace vystavovatelů, kteří zaslali videa zachycující silný příběh jednoho konkrétního člověka, kterému svou činností změnili život k lepšímu.

## 2019
Tradiční veletrh neziskovek NGO Market se již po dvacáté uskutečnil 10. dubna v prostorách Fora Karlín. Jubilejní veletrh byl doprovázen celodenním programem pro zástupce neziskovek i veřejnosti.

## 2020
Z důvodu pandemie COVID – 19 se NGO Market v letech 2020 a 2021 přesunul do online prostředí. 
Během podzimu 2020 NGO Market probíhal v online podobě. V termínu od 2. do 6. listopadu proběhl “Týden pro neziskový sektor”, který přinesl debaty, workshopy, promítání filmů a především prezentaci více než 40 zapojených organizací v krátkých videopříbězích. A také jsme spuštěn nový podcast Mluvme spolu.

## 2021
V pořadí již 22. ročník NGO Marketu proběhl vzhledem k epidemiologické situaci online jako Týden pro neziskový sektor.
Celý Týden se v termínu 19. – 23. dubna 2021 proto zaměřil na neziskové organizace a širokou veřejnost. Pro neziskové organizace byly připraveny odborné workshopy a inspirující kurz. Činnost neziskových organizací organizátoři přiblížili prostřednictvím skvělých debat, z České republiky, ale i ze zahraničí, o neziskovém sektoru a pro neziskový sektor a také širokou veřejnost. Základní pilíře neziskových organizací zrcadlí kampaň #sdilimpravdu. Tématu dobrovolnictví a možnosti, jak se zapojit byl věnován rovněž díl podcastu Mluvme spolu.

## Galerie

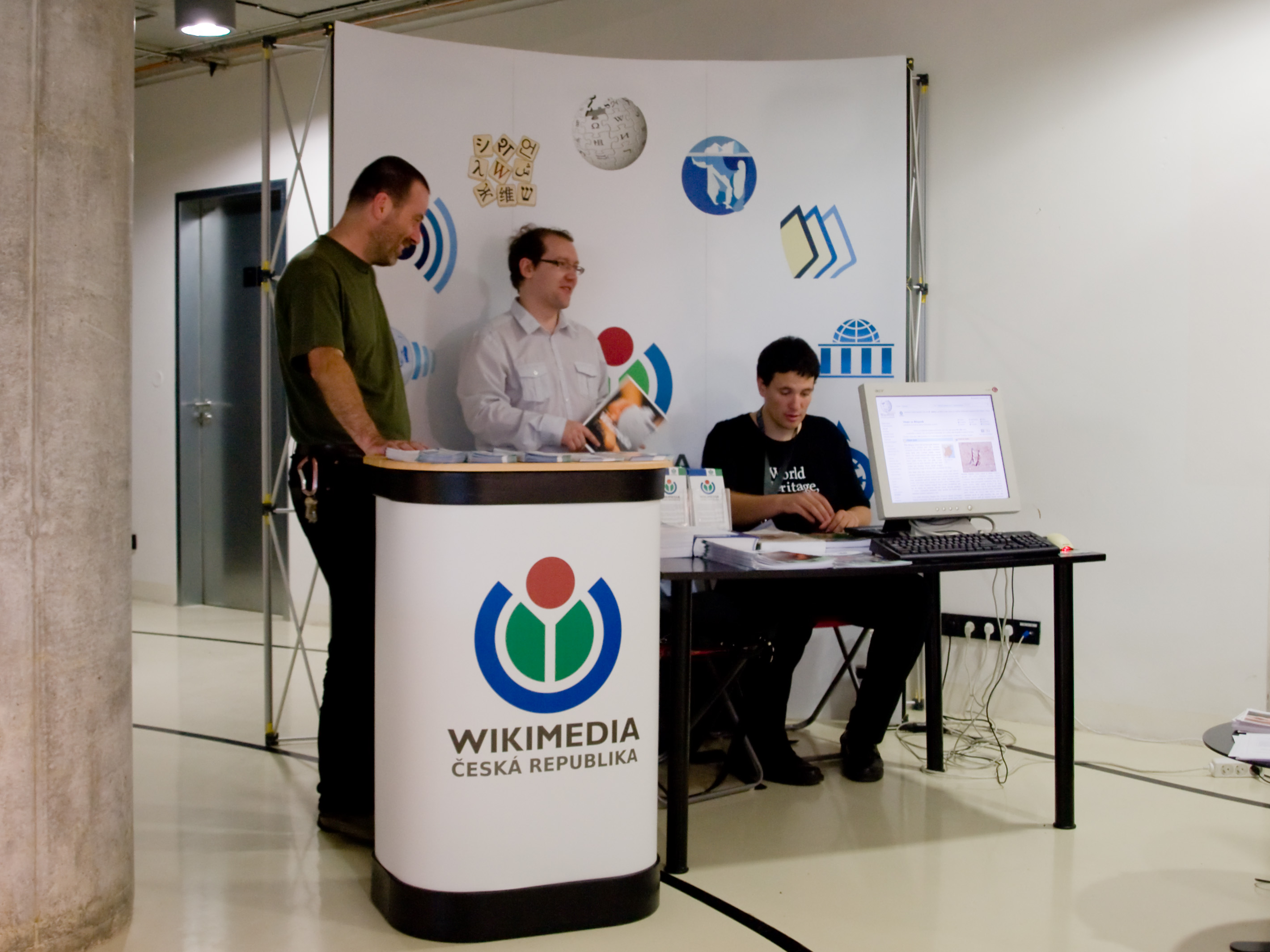
Stánek Wikimedia Česká republika; NGO market 2011
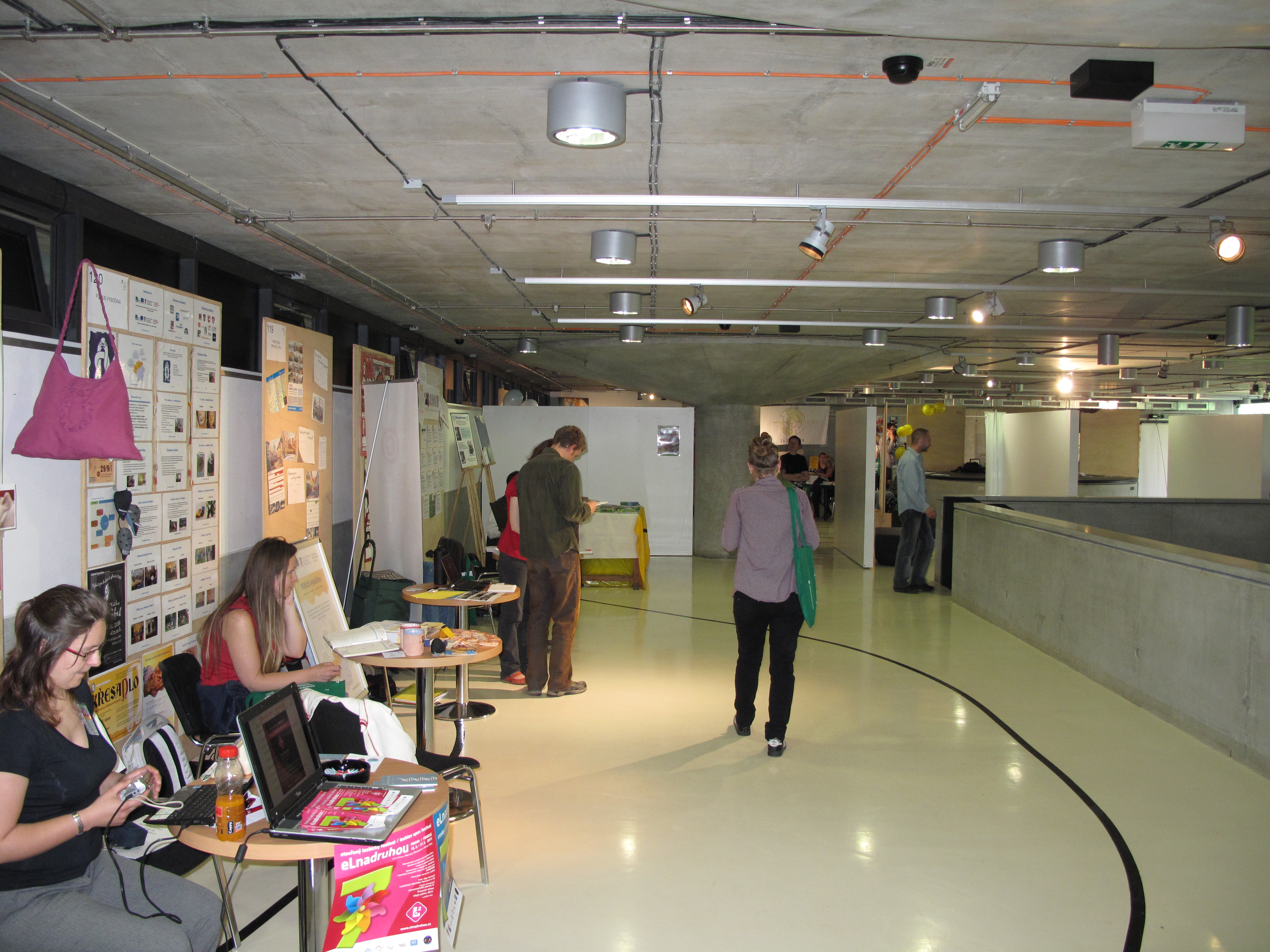
Stánky účastníků na galerii; NGO market 2011